# Andreas Hajek
Andreas Hajek (ur. 16 kwietnia 1968 w Weißenfels) – niemiecki wioślarz, trzykrotny medalista olimpijski.

## Życiorys
Urodził się w NRD i do zjednoczenia Niemiec startował w barwach tego kraju. Był mistrzem świata juniorów w 1985, jako rezerwowy znajdował się w kadrze na IO 88. Wszystkie trzy medale olimpijskie zdobył jako członek czwórki podwójnej. Stawał na podium mistrzostw świata, był mistrzem świata zarówno w czwórce (1993, 1999, 2001) jak i dwójce (1997, 1998). Zdobywał medale mistrzostw NRD jak i Niemiec. Karierę zakończył w 2004.